# Misión exclusiva
Misión exclusiva fue un programa de televisión de España que se emitió cada miércoles, a las 22h45, en Cuatro de Mediaset España. Sin embargo, tras tres emisiones con discretos datos de audiencia, el 29 de septiembre pasó a formar parte del programa del programa Viva la vida en Telecinco, los sábados a las 16:00, con su posterior reposición en las mañanas de los sábados del primer canal de Mediaset a las 12:00.
El espacio, que se emitió el 5 de septiembre y el 27 de octubre de 2018, estaba presentado por el paparazzi Sergio Garrido junto a Héctor Domínguez (cámara) y Sergio Cazorla (sonido).

## Formato
Misión Exclusiva sigue el rastro de los famosos más exclusivos del panorama tanto español como internacional durante sus vacaciones en la isla de Ibiza. Todo ello es posible gracias al trabajo de Sergio Garrido, uno de los reporteros gráficos más destacados, junto a Héctor Domínguez (cámara) y Sergio Cazorla (sonido), quienes comparten sus guardias, persecuciones y su red de informadores a través del programa. Así, Katy Perry, Cristiano Ronaldo o Rafael Nadal son algunos de los famosos retratados por Sergio y su cámara de fotos.

## Episodios y audiencias

### Temporada 1
| Programa | Fecha de emisión         | Famosos | Espectadores | Share | Ref.   |
| -------- | ------------------------ | --- | ------------ | ----- | ------ |
| 1        | 5 de septiembre de 2018  | Elsa Anka, Lara Dibildos, Noelia López, Ares Teixidó, Mireia Canalda, Felipe López, Cristiano Ronaldo, Georgina Rodríguez, Ana Fernández, Adrián Roma, Pippi Sol, Leonardo DiCaprio, Toni Garrn y Zinedine Zidane | 738 000      | 5,5%  | [ 3 ]  |
| 2        | 12 de septiembre de 2018 | Luis Fonsi, Ana Torroja, Carmen Cervera, Aitor Ocio, Rebeca Pous y Gianluca Vacchi | 561 000      | 4,1%  | [ 4 ]  |
| 3        | 19 de septiembre de 2018 | Katy Perry, Pablo Puyol, Irene Junquera, Antonio Banderas, James Blunt e Isabel Pantoja | 467 000      | 3,4%  | [ 5 ]  |
| 4        | 29 de septiembre de 2018 | Rafael Nadal, Alessandra Ambrosio y Mar Flores | 1.084.000    | 10,3% | [ 6 ]  |
| 5        | 6 de octubre de 2018     | Cher | 1.088.000    | 10,1% | [ 7 ]  |
| 6        | 13 de octubre de 2018    | Miguel Ángel Muñoz Leo Messi | 1.141.000    | 11,0% | [ 8 ]  |
| 7        | 20 de octubre de 2018    | Chiara Ferragni, Fedez, Pelayo Díaz y Andy McDougall | 1.190.000    | 10,0% | [ 9 ]  |
| 8        | 27 de octubre de 2018    | Doutzen Kroes y Joaquín Sánchez | 1.412.000    | 11,1% | [ 10 ] |

- Desde el episodio 4 se emite como parte del programa Viva la vida de Telecinco.

## Audiencia media como programa independiente
| Edición                        | Programas | Fecha | Cadena | Espectadores | Cuota |
| ------------------------------ | --------- | ----- | ------ | ------------ | ----- |
| Misión exclusiva (Temporada 1) | 3         | 2018  | Cuatro | 589 000      | 4,3%  |